# 野木町立野木第二中学校
野木町立野木第二中学校（のぎちょうりつ のぎだいにちゅうがっこう）は、栃木県下都賀郡野木町にある公立中学校。

## 沿革
- 1990年（平成2年）4月1日 - 創立[2]。

## 部活動
- 野球部
- サッカー部
- 女子テニス部
- ハンドボール部
- バスケットボール部
- バレーボール部
- 卓球部
- 弓道部
- 吹奏楽部
- 美術・文化部

## 著名な卒業生
- 高木和徹 [3]
- 鈴木杏奈 [4]